# Champion 3: Odkupienie
Champion 3: Odkupienie (tytuł oryg. Undisputed III: Redemption) − amerykański film fabularny z 2010 roku, wyreżyserowany przez Isaaca Florentine’a. Sequel projektu Champion 2 z 2006. W filmie w rolach głównych wystąpili Scott Adkins i Mykel Shannon Jenkins.
Polski tytuł alternatywny: Niepokonany 3: Odkupienie.

## Obsada
- Scott Adkins − Yuri Boyka
- Mykel Shannon Jenkins − Turbo
- Mark Iwanir − Gaga
- Christo Szopow − Kuss, naczelnik więzienia
- Marko Zaror − Raul „Dolor” Quinones
- Robert Costanzo − Farnatti

## Nagrody i wyróżnienia
- 2010, Action on Film International Film Festival, USA:
  - nagroda Action on Film w kategorii najlepszy aktor roku (uhonorowany: Mykel Shannon Jenkins)
  - nagroda Action on Film w kategorii wschodząca gwiazda kina akcji (Scott Adkins)
  - nagroda Action on Film w kategorii najlepsza choreografia scen walki (Larnell Stovall)
  - nominacja do nagrody Action on Film w kategorii najlepszy reżyser (Isaac Florentine)
  - nominacja do nagrody Action on Film w kategorii najlepszy film akcji
  - nominacja do nagrody Action on Film w kategorii najlepszy aktor drugoplanowy (Robert Costanzo)
  - nominacja do nagrody Action on Film w kategorii najlepszy filmowy oponent − film fabularny (Marko Zaror)